# Tündérbaglyocska
A tündérbaglyocska (Micrathene whitneyi) a madarak osztályának bagolyalakúak (Strigiformes) rendjébe és bagolyfélék (Strigidae) családjába tartozó faj. A világ egyik legkisebb testű baglya, mindössze 13–14 cm-es.
Nemének egyetlen faja.

## Élőhelye
A Kaliforniai-félsziget középső és déli részén egész évben előfordul, viszont máshol a megfelelő táplálék beszerzése érdekében vándorló életmódot folytat: télen Mexikó középső részén, a tengerpartoktól távolabb eső belső szárazföldi részeken él Sinaloa déli részétől egészen Oaxaca középső vidékeiig, nyáron pedig az Amerikai Egyesült Államok déli (Arizona, Új-Mexikó, Texas) és Mexikói északi (Új-Leóntól Sonoráig, valamint a Kaliforniai-öböl keleti partjaiig) részeire vándorol. Főként a kaktuszos sivatagos vidékeket és a fás kanyonokat kedveli, de bármilyen síkvidéken is megél, ahol talál megfelelő üregeket fészkelés céljára.

## Alfajai
A tündérbalyocskának négy alfaja ismert:
- Micrathene whitneyi whitneyi (J. G. Cooper, 1861)
- Micrathene whitneyi graysoni (Ridgway, 1886) – A Revillagigedo-szigetekhez tartozó Socorro szigetén élt egykor. Valószínűleg kihalt.[6]
- Micrathene whitneyi idonea (Ridgway, 1914) – Texas középső részétől Mexikó középső részéig él.
- Micrathene whitneyi sanfordi (Ridgway, 1914) – A Kaliforniai-félsziget délnyugati részén él.

## Jellemzői
Hossza 12,5–14,5 cm, szárnyfesztávolsága viszont 27 cm is lehet. Tömege 35–55 gramm, leggyakrabban 40 gm. A nemek között szinte nincs különbség, bár a nőstény átlagosan 3%-kal hosszabb, a hím átlagosan 6%-kal nehezebb. Teste tömzsi, lábai nem túl élénk zöldessárga színűek, hosszúak, néha görbültek, feje kerek, csőre zöldessárga, rövid, szeme sárga, nagy. Tollazata a test legnagyobb részén sötétbarna, hátán szürkésebb, mellén pedig sötétebb,
függőleges csíkok láthatók. Szemei fölött szemöldökhöz hasonló elhelyezkedésben fehér csíkok húzódnak.

## Életmódja
Táplálékát rovarok (pl. molylepkék, bogarak, tücskök, fürgeszöcskék), százlábúk, pókok, skorpiók és időnként más kisebb állatok (pl. gyíkok, tasakosegér-félék, fonálkígyófélék) teszik ki, szürkületben és éjszaka vadászik. Vagy egy magas helyen lesben ül, vagy alacsonyan repül, és amikor a talajon levő zsákmányát megpillantja, lecsap rá, illetve elkap repülő rovarokat is, sőt, a fák lombozatába is berepül az ott található ízeltlábúakért. A skorpiók fullánkját eltávolítja, mielőtt megeszi az állatot. Az élelmet raktározni is szokta.
A párzási időszak kezdetén a hím beül egy fészekrakásra szánt üregbe, és ott (méretéhez képest igen erős hangon) „énekel”, hogy védje területét és magához csalogassa a nőstényt, akit az udvarlás alatt táplálékkal is ellát. A fészeknek való üreg általában fák vagy nagy kaktuszok törzsében levő, korábban harkály által kivájt odú, patakparti szikomorfákban a talajtól számítva 4,5–15,5 méter magasságban, saguaro kaktuszok esetében 3–9 méter magasan.
A költési időszak áprilistól júniusig tart. Kis, fehér tojásokat rak, általában hármat, ritkábban kettőt vagy négyet, még ritkábban egyet vagy ötöt. Csak a nőstény költ, átlagosan 24 napig. Ezalatt a hím táplálékot hoz párjának. Miután a fiókák kikeltek, a tojó nagyjából két hétig még velük marad, és a hím folytatja a táplálékszerzést mindannyiuk számára, ezután már a tojó is eljár vadászni. A fiókák különböző források szerint 27–28 nap vagy 10 hét után hagyják el a fészket, de ezután néhány napig még szüleik gondoskodnak róluk. A nőstény a nemi érettséget egy éves kora körül éri el.

## Fenyegetettség
A tündérbaglyocska nem tartozik a fenyegetett fajok közé, bár Kaliforniában az eltűnés szélén áll. Leginkább az erdőirtások veszélyeztetik.

## Képek

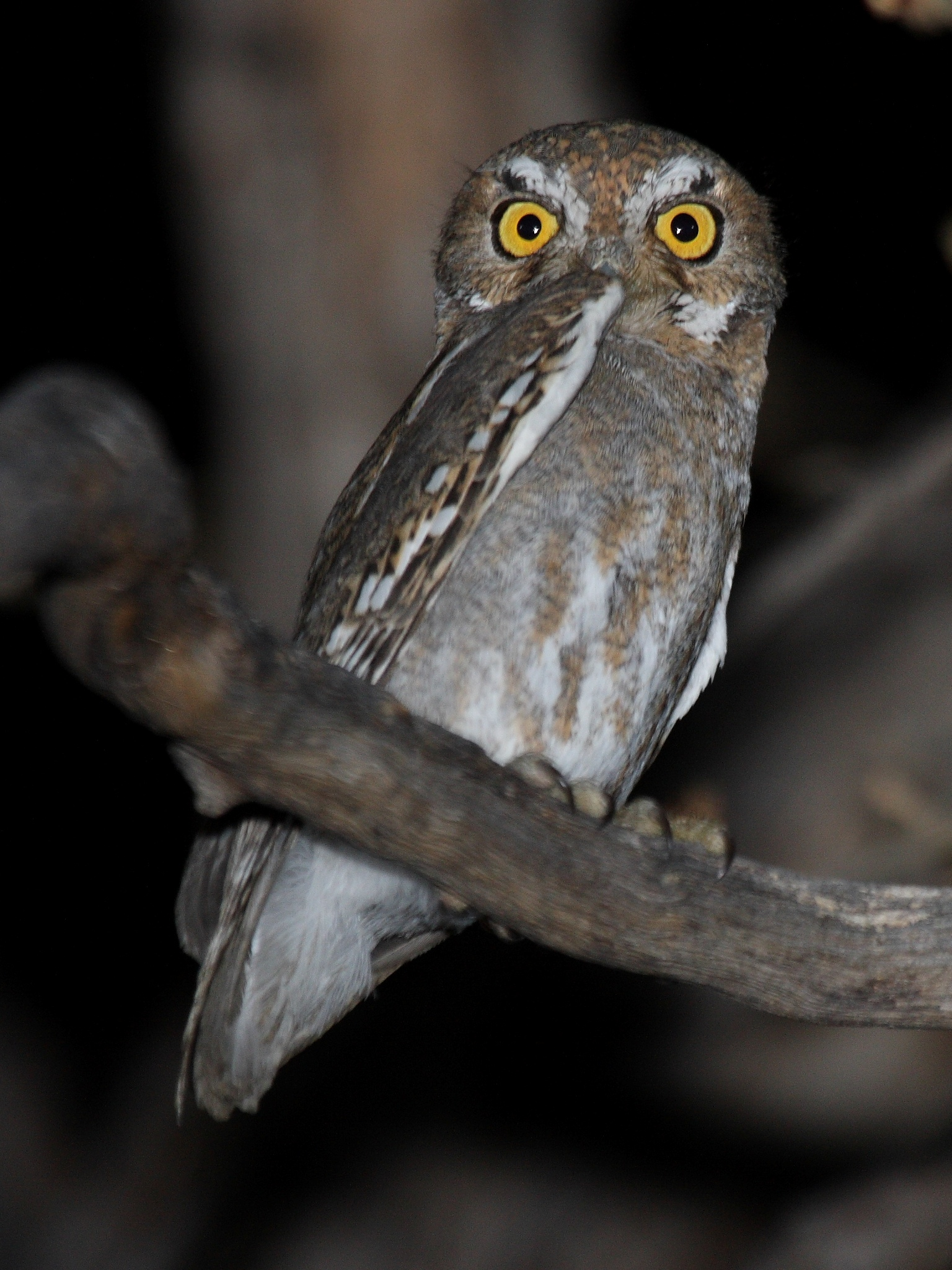
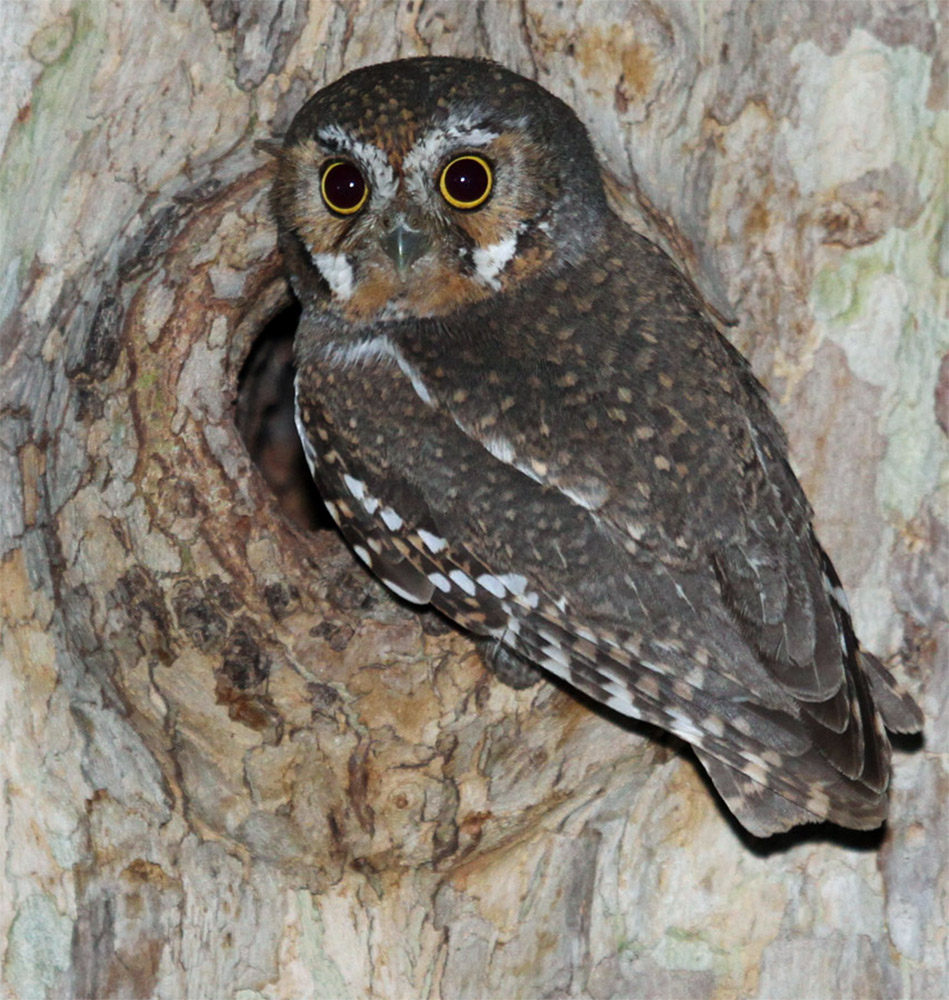
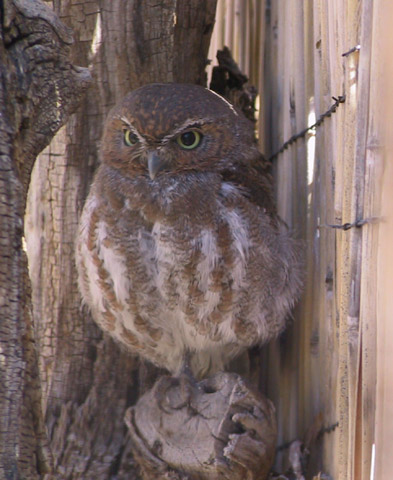
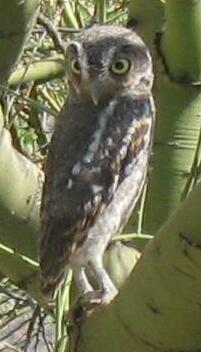